# قوشا قشلاق قامبای
قوشا قشلاق قامبای یک روستا در ایران است که در استان اردبیل واقع شده‌است. قوشا قشلاق قامبای ۲۹ نفر جمعیت دارد.